# Rusze
Rusze (bolgárul: Русе, korábban Ruszcsuk, törökül Rusçuk, régies magyar neve Oroszcsík) város Bulgária északkeleti részén, a Duna jobb partján, Gyurgyevó (Giurgiu) román várossal szemközt. Rusze megye és Rusze község székhelye. 2005 végén 157 540 lakosa volt, amivel Bulgária 5. legnépesebb városa.

## Földrajz
Rusze Bulgária északkeleti részén található, Bukaresttől 75 km-re délre, a Fekete-tenger partjától 200 km-re nyugatra, a fővárostól, Szófiától pedig 320 km-re északkeletre. A Duna jobb partján fekszik, amely három folyóterasszal rendelkezik 15–22, 30–66 és 54–65 m magasságban. Átlagos tengerszint feletti magassága 45,5 m. Belterülete mintegy 11 km hosszan nyúlik el a folyó partján ellipszis alakban, nyugaton a Ruszenszki Lom folyó torkolatától keleten a Szrabcseto (Сръбчето) nevű dombig. A város déli részén emelkedik a 159 m magas Leventa (Левента), más néven Szarabair (саръбаир) nevű domb.

## Történelem
A legkorábbi, újkőkorszaki települések nyomai a Kr. e. 3. és 2. évezredből származnak. A későbbi trák település Vespasianus uralkodása idején (69–79) római katonai és hajózási központtá fejlődött a Sexaginta Prista („Hatvan hajó”) néven Moesia (és a Római Birodalom) északi határát védő erődrendszer részeként, védelmül a Dunán túlról érkező támadásokkal szemben. A Singidunum és a Duna-delta közötti úton fekvő erődöt a 6. században pusztították el avar és szláv támadások.
A második bolgár birodalom alatt, a 12–14. században Ruszétől 30–35 km-re délre épült meg Cserven városa, és ez lett a bolgár püspökök székhelye.
A török hódítás és rombolás után Cserven lakói áttelepültek Ruszcsukba, amely élénk török kikötővárossá vált. Az Oszmán Birodalom egyik fő városának számított.

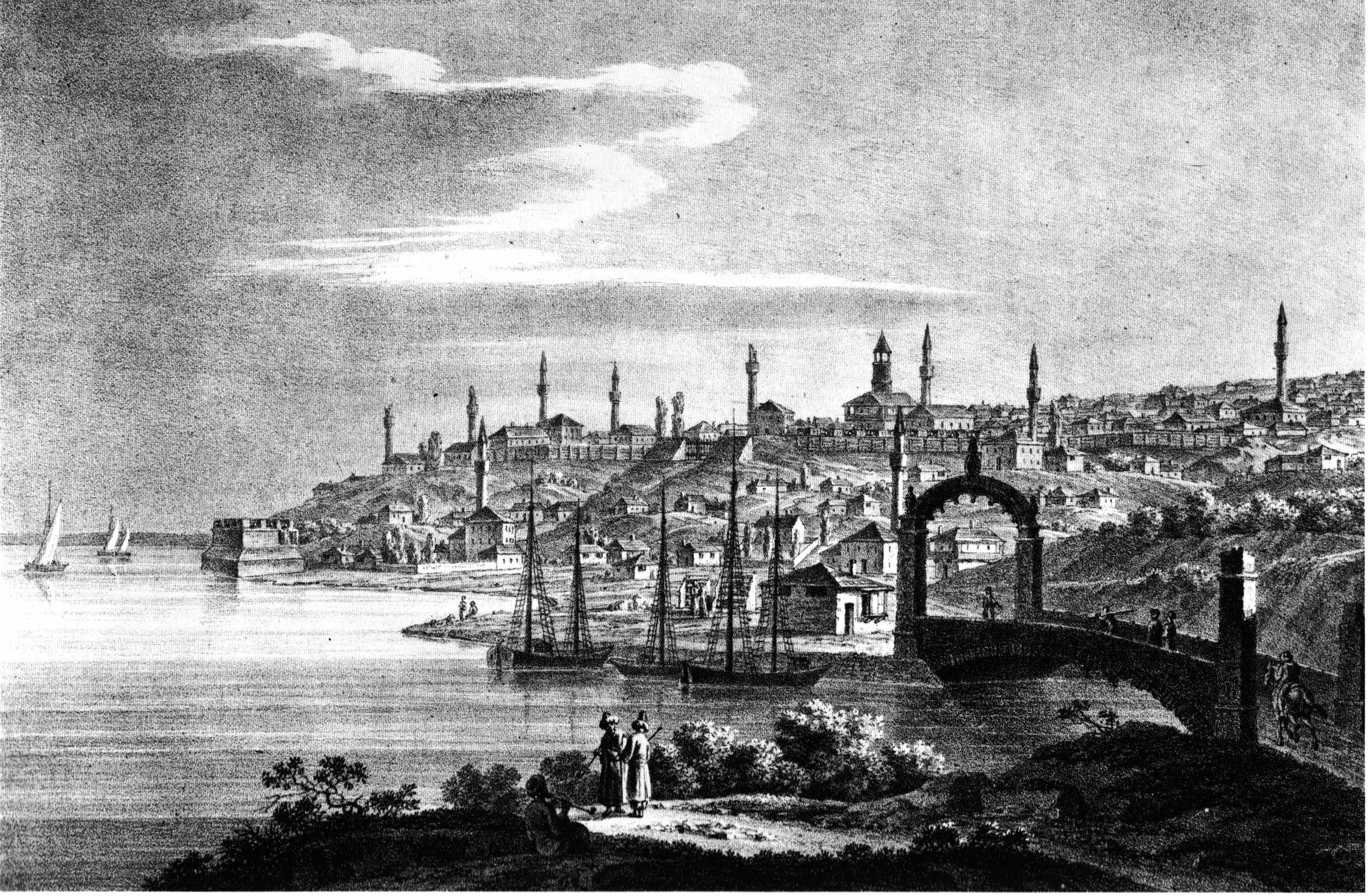
Rusze látképe 1824-ben

A 19. században Rusze a Tuna-vilajet székhelyeként fejlődött tovább. Az Oszmán Birodalom első vasútvonala, a Rusze–Várna-vasútvonal 1866-ban nyílt meg; ennek részeként a városban épült a mai Bulgária első vasútállomása is. Midhat pasa uralma alatt létesült a városban az első nyomda, amely török és bolgár nyelvű újságot nyomtatott. A felvilágosult pasa közigazgatási reformot hajtott végre, újjászervezte az oktatást, városrendezéssel foglalkozott és szőlészeti mintagazdaságot hozott létre. Több európai ország nyitott konzulátust, szállodák és könyvtárak létesültek.
Az 1878-ban a török uralom alól felszabadult Bulgária legnépesebb városa Rusze lett, 26 000 lakosával. Gazdasága gyorsan fejlődött, a Duna által biztosított európai kapcsolatnak is köszönhetően. Az olasz, osztrák, német és bolgár építészek tervei alapján emelt épületek miatt „kis Bécsnek” is nevezték.
A várost a túlparti Gyurgyevóval összekötő közúti és vasúti híd, a Duna híd az 1950-es években épült.

## Gazdaság

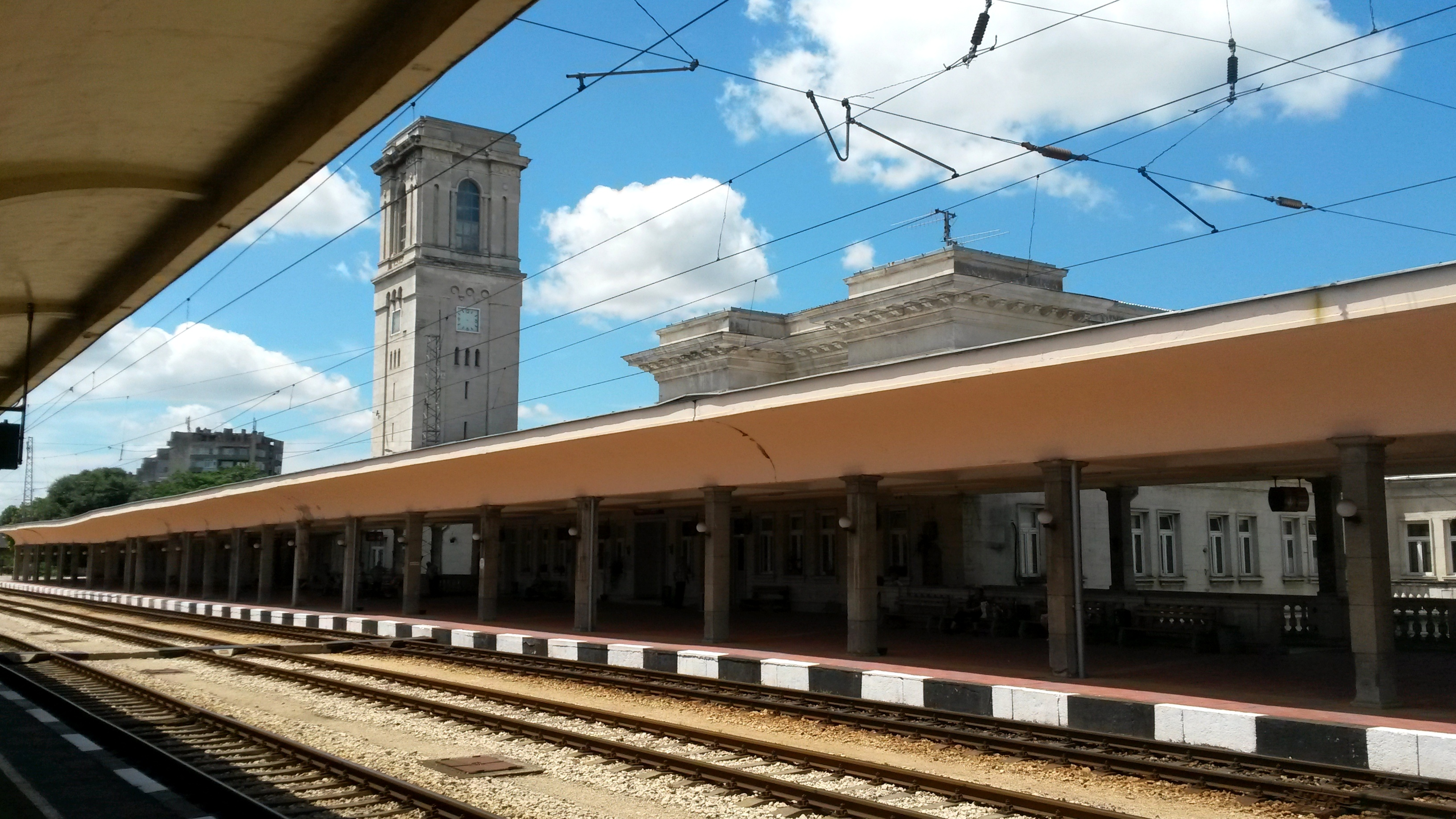
Rusze vasútállomás

## Közlekedés
A várost érinti az észak–déli irányú E85-ös és a kelet–nyugati irányú E70-es európai út. Bukarest és Rusze között a két út fonódik (DN5-ös főút (Románia)), Gyurgyevótól a Duna hídon át érik el a várost, majd előbbi déli irányba, Veliko Tarnovo felé, utóbbi pedig délkeleti irányba, Várna felé vezet.
Vasútállomása csomóponti szerepű; az 1866-ban megnyitott Rusze–Várna-vasútvonal mellett Gorna Orjahovicán át Szófia, valamint a Duna hídon át Bukarest felé is vezet vasútvonal. A vasútállomás mellett működik az Avtogara Jug, a város fő távolsági autóbusz-állomása. A központi állomástól délnyugatra található Dolapite megállóhely; a központi állomás és a Duna híd elágazása között  Rusze-Tovarna megállóhely és Rusze-Razpredelitelna vasútállomás; innen délnyugatra pedig Obrazcov Csiflik vasútállomás, Cservena Voda megállóhely és Jasztrebovo megállóhely. A város ipari területeit és létesítményeit számos iparvágány szolgálja, köztük a Duna híd lábánál található Rusze-Szever vasútállomás.

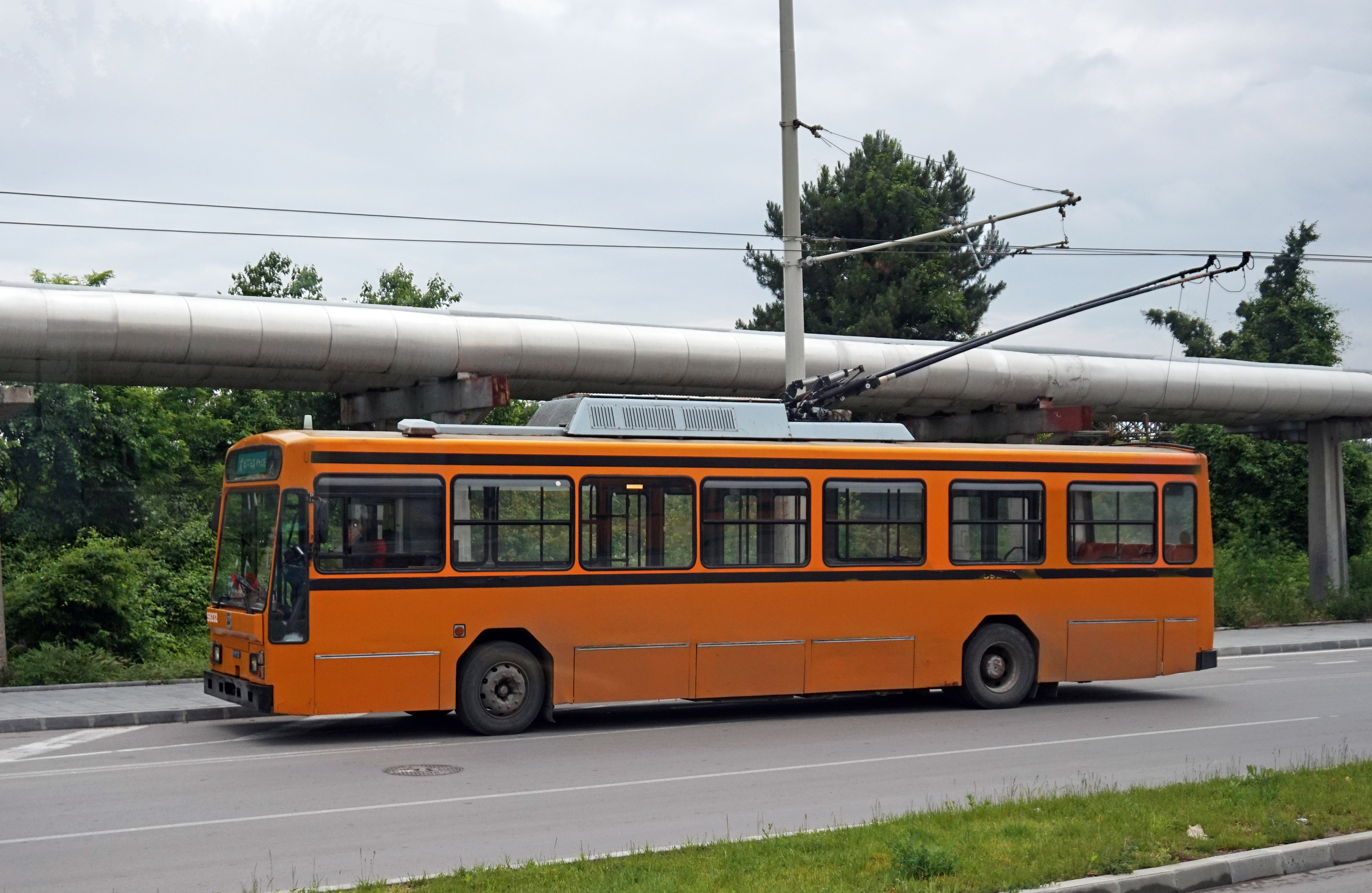
Ruszei trolibusz

Rusze tömegközlekedését 8 trolibusz- és 18 autóbuszvonal biztosítja.
Érinti az EuroVelo 6 részét képező Duna menti kerékpárút.
A legközelebbi nemzetközi repülőtér a 70 km-re északra található Henri Coandă nemzetközi repülőtér (Bukarest–Otopeni). A Ruszei repülőtér kisgépes és cargo forgalomra rendelkezik engedéllyel.
A Ruszei kikötő a legnagyobb dunai kikötő Bulgáriában; közúti és vasúti kapcsolattal is rendelkezik.

## Kultúra
Itt működik a Ruszei Angel Kancsev Egyetem.

## Turizmus
A város főbb nevezetességei:

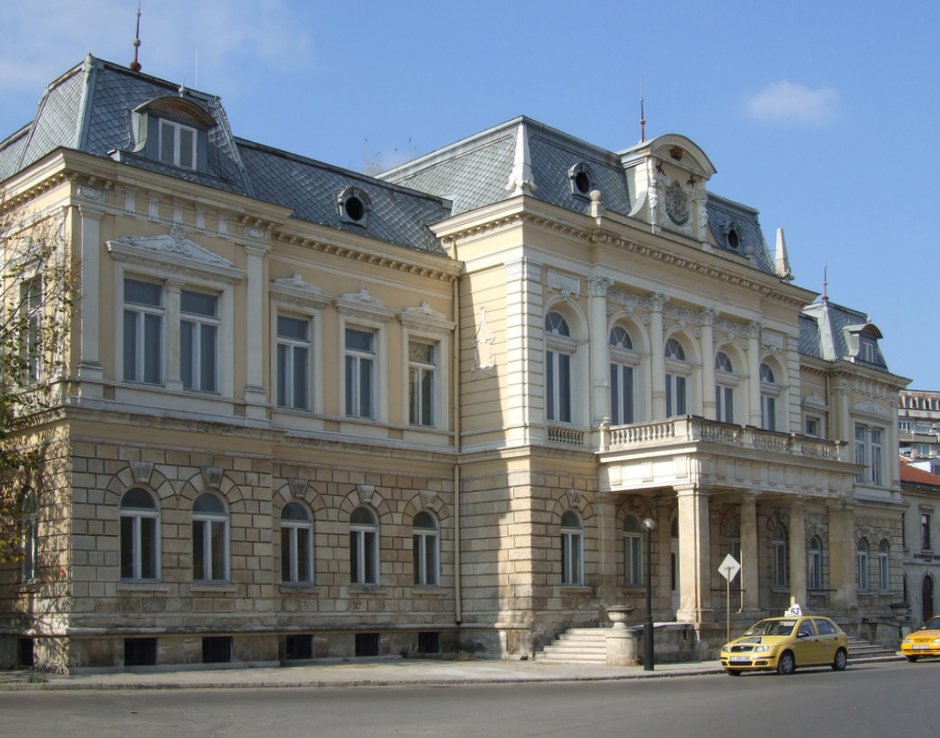
Battenberg-palota

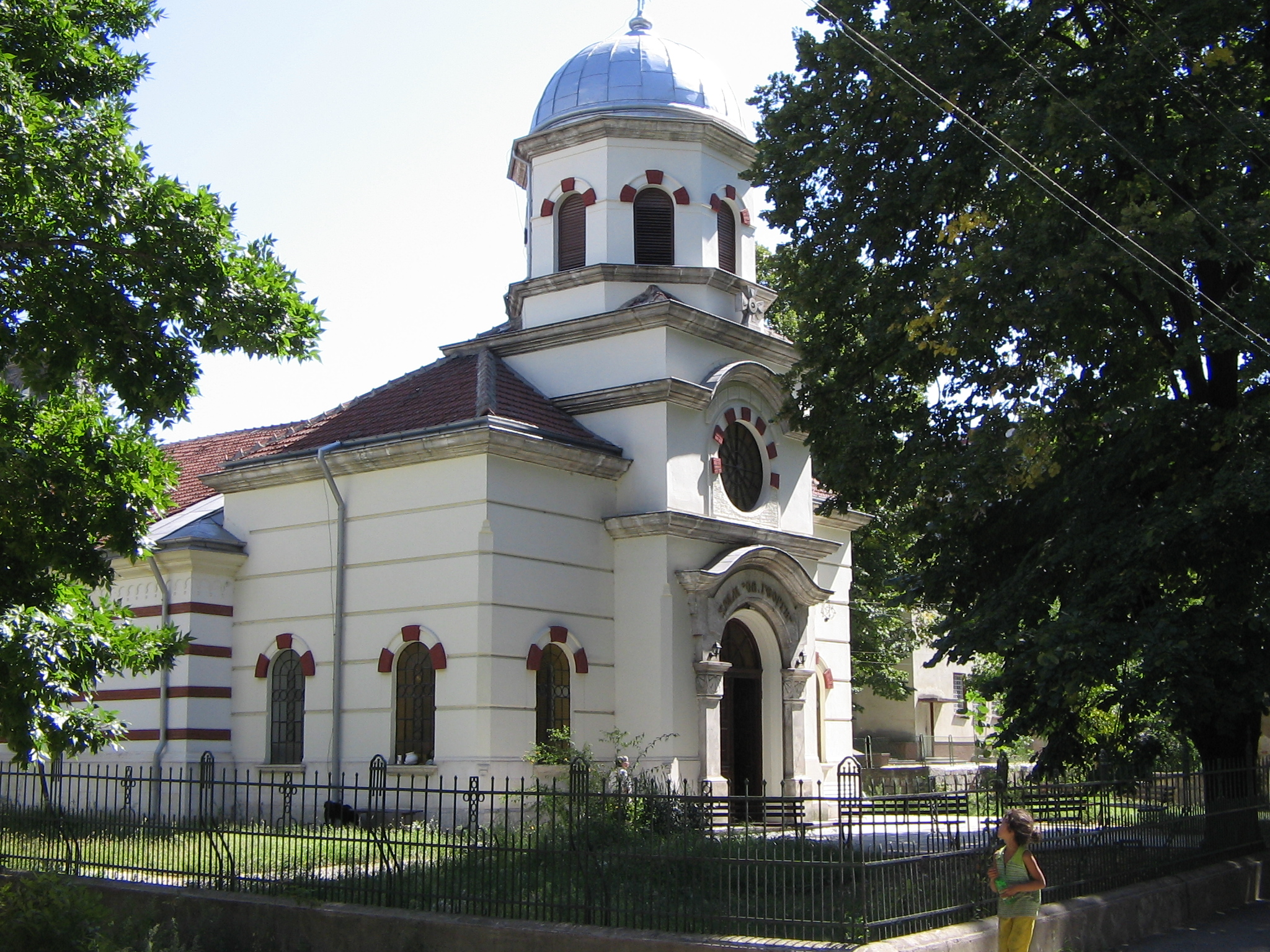
Szent György-templom

- Múzeumok: Nemzeti Szállítási Múzeum, Helyi Történeti Múzeum (a Battenberg-palotában), Nemzeti Hősök Pantheonja, Kaliopa-ház, Zaharij Sztojanov-múzeum, Tonka anyó múzeuma
- Templomok: Szentháromság-templom, Szent Theotohosz-templom, Szent György-templom, Szent Mihály arkangyal-templom, Szent Petka-templom, Csodatevő Szent Miklós-templom, római katolikus templom, örmény templom, metodista templom, Szeid pasa-mecset
- Szabadság-szobor: a New York-i szobor mása, 1908-1911-ben épült
- Ruszei tévétorony(wd), 2001-ig a Balkán legmagasabb tévétornya
- Régi zenei gimnázium, műemléképület
- A várostól nem messze található a világörökség egyik színhelye, az ivanovói sziklatemplomok.

## Személyek
- Itt született Tonka Obretenova (Baba Tonka, Tonka anyó)(wd) (1812–1893) 19. századi forradalmár
- Itt született Michael Arlen(wd) (1895–1956) író
- Itt született Elias Canetti (1905–1994) Nobel-díjas író
- Itt született Sztefan Canev(wd) (1936) író
- Itt született Radi Nedelcsev(wd) (1938) festő
- Itt született Tanyu Kirjakov(wd) (1963) kétszeres olimpiai bajnok sportlövő
- Itt született Veszelin Topalov (1975) sakknagymester, a FIDE világbajnoka

## Testvérvárosok
- Gyurgyevó
- Huajnan
- Perisztéri
- Pozsony
- Saint-Ouen-sur-Seine
- Volgográd
- Budapest XI. kerülete (Újbuda) (2010)[8][9][10]
- Trogir[10]

## Fordítás
- Ez a szócikk részben vagy egészben a Ruse, Bulgaria című angol Wikipédia-szócikk ezen változatának fordításán alapul.  Az eredeti cikk szerkesztőit annak laptörténete sorolja fel. Ez a jelzés csupán a megfogalmazás eredetét és a szerzői jogokat jelzi, nem szolgál a cikkben szereplő információk forrásmegjelöléseként.